# Liste in Sachalin vorhandener Dampflokomotiven
Dies ist eine Liste erhaltener Dampflokomotiven auf dem Gebiet der Insel Sachalin, Russland.

## Lokomotiven mit 42" Spurweite
| Foto | Nummer oder Name | Bauart / Achsfolge | Hersteller  | Fabrik-nr. | Baujahr | Historie       | Eigentümer / Betreiber / Strecke             | Bemerkungen |
| ---- | ---------------- | ------------------ | ----------- | ---------- | ------- | -------------- | -------------------------------------------- | ----------- |
|      | SR (JNR) No. 4   | 1’D1               | Mitsubishi  | 1515       | 1949    | JNR-Klasse D51 | Museum der Geschichte der Sachalin-Eisenbahn | [ 1 ]       |
|      | SR (JNR) No. 22  | 1’D1               | Kisha Seizo | 2577       | 1949    | JNR-Klasse D51 | Station Square                               | [ 2 ]       |

## Lokomotiven mit 750 mm Spurweite
| Foto | Nummer oder Name                          | Bauart / Achsfolge | Hersteller          | Fabrik-nr. | Baujahr | Historie          | Eigentümer / Betreiber / Strecke             | Bemerkungen |
| ---- | ----------------------------------------- | ------------------ | ------------------- | ---------- | ------- | ----------------- | -------------------------------------------- | ----------- |
|      | Sowetskije schelesnyje dorogi No. 159-478 | D                  | Kolomna (Russia)    |            | 1938    | SŽD-Baureihe Щ    | Museum der Geschichte der Sachalin-Eisenbahn | [ 3 ]       |
|      | Sowetskije schelesnyje dorogi No. 4-524   | D                  | Lokomo Oy (Tampere) | 453        | 1952    | SŽD-Baureihe ПТ-4 | Sakhalin Memorial                            | [ 4 ]       |